# نهائي كأس أوكرانيا 2016
نهائي كأس أوكرانيا 2016 هي المباراة النهائية من منافسة كأس أوكرانيا 2015–16، أقيمت المباراة في 21 مايو 2016، في أرينا لفيف، بين فريقي نادي شاختار دونيتسك، وزوريا لوهانسك، وفاز فيها نادي شاختار دونيتسك، بعد أن هزم زوريا لوهانسك، بنتيجة 2 - 0، وكان حكم المباراة Yevheniy Aranovskyi ‏، وحضر المباراة 21720 شخصاً.

## تفاصيل المباراة
لعبت المباراة النهائية في 21 مايو 2016.
| نادي شاختار دونيتسك | 2 -0 | زوريا لوهانسك |
| ------------------- | ---- | ------------- |
|                     |      |               |